# Óscar Osorio
Óscar Osorio (Sonsonate, 14 dicembre 1910 – Houston, 6 marzo 1969) è stato un militare e politico salvadoregno.
È stato Presidente della Repubblica del Salvador dal 14 settembre 1950 al 14 settembre 1956.